# Carex ungurensis
Espèce
Classification phylogénétique
Carex ungurensis est une espèce des plantes du genre Carex et de la famille des Cyperaceae.